# Zadnia Kopka
Zadnia Kopka lub Zadnia Kopka Kościeliska (1334 m, według wcześniejszych pomiarów 1333 m) – jeden z trzech szczytów Kościeliskich Kopek (pozostałe to: Przednia i Pośrednia Kopka), wznoszących się w paśmie reglowym Tatr Zachodnich, pomiędzy Doliną Kościeliską a Doliną Lejową. Zadnia Kopka jest najwyższym z nich. Od strony zachodniej podcięta jest urwiskiem Świńskiej Turni. Od Przedniej Kopki oddziela ją głęboki Wściekły Żleb, stoki południowe opadają do Zastolańskiego Żlebu. Zbudowana jest z wapieni numulitowych, w których znajdują się duże ilości wód krasowych.
W XIX wieku wydobywano tutaj ubogie rudy żelaza w kopalni zwanej Kopka, przetapiane następnie w Starych Kościeliskach. Zadnia Kopka jest w większości zalesiona. Las na południowym zboczu został zniszczony przez huragan, częściowo został zalesiony modrzewiem. Przez szczyt nie prowadzi żaden szlak turystyczny, ale jest on doskonale widoczny np. z Przysłopu Kominiarskiego, Niżniej Polany Kominiarskiej, Przysłopu Miętusiego, Hali Upłaz.

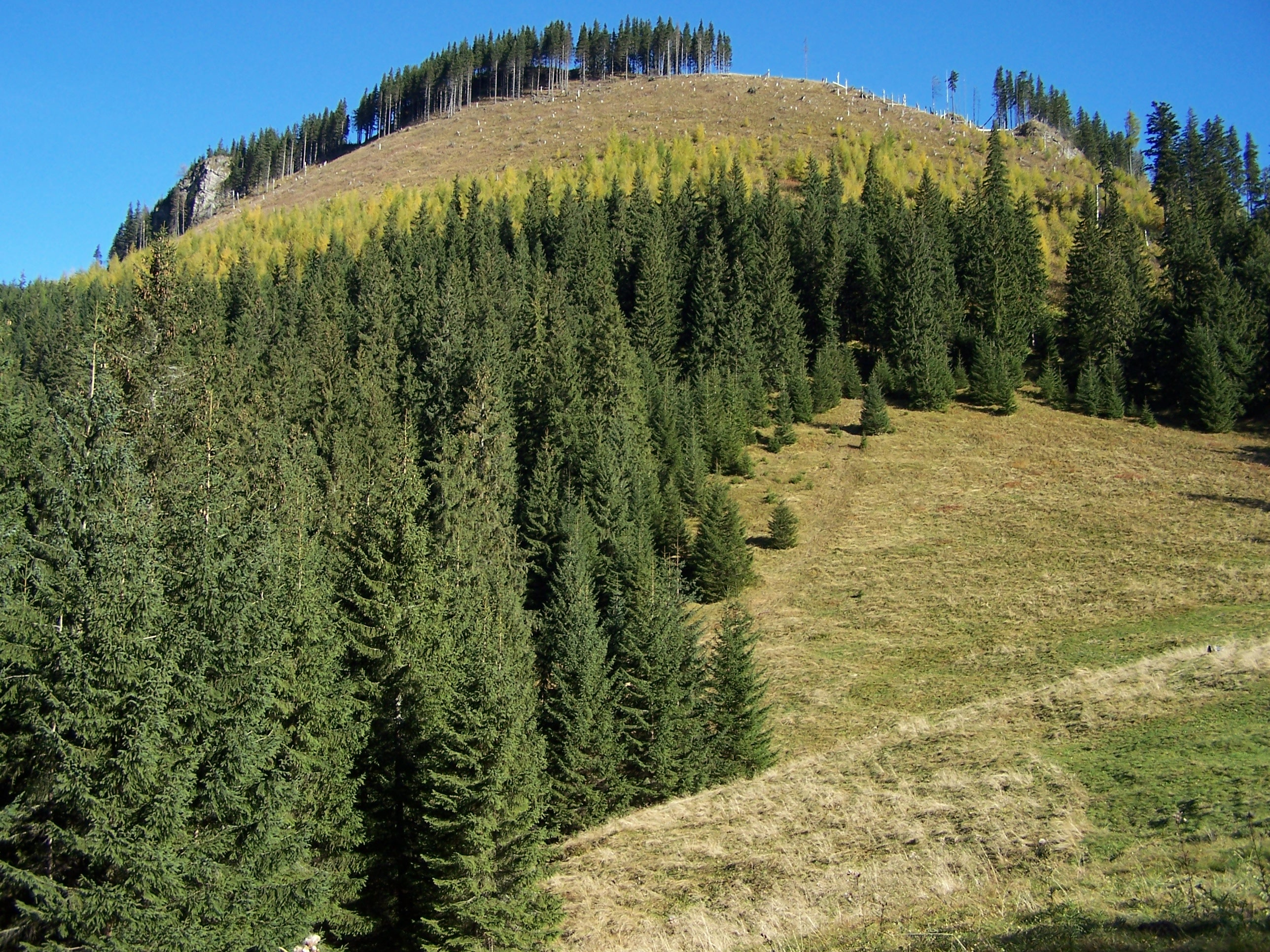
Widok z Przysłopu Kominiarskiego na szczyt Zadniej Kopki